# Pont-d'Ain
Pont-d'Ain és un municipi francès situat al departament de l'Ain i a la regió d'Alvèrnia-Roine-Alps. L'any 2007 tenia 2.459 habitants.

## Demografia

### Població
El 2007 la població de fet de Pont-d'Ain era de 2.459 persones. Hi havia 1.014 famílies de les quals 316 eren unipersonals (123 homes vivint sols i 193 dones vivint soles), 310 parelles sense fills, 298 parelles amb fills i 90 famílies monoparentals amb fills.
La població ha evolucionat segons el següent gràfic:
Habitants censats

### Habitatges
El 2007 hi havia 1.204 habitatges, 1.013 eren l'habitatge principal de la família, 54 eren segones residències i 137 estaven desocupats. 833 eren cases i 369 eren apartaments. Dels 1.013 habitatges principals, 609 estaven ocupats pels seus propietaris, 366 estaven llogats i ocupats pels llogaters i 38 estaven cedits a títol gratuït; 21 tenien una cambra, 78 en tenien dues, 212 en tenien tres, 294 en tenien quatre i 408 en tenien cinc o més. 729 habitatges disposaven pel capbaix d'una plaça de pàrquing. A 484 habitatges hi havia un automòbil i a 395 n'hi havia dos o més.

### Piràmide de població
La piràmide de població per edats i sexe el 2009 era:
| Homes | Edats   | Dones |
| ----- | ------- | ----- |
| 0     | 95 o +  | 16    |
| 4     | 90 a 94 | 36    |
| 24    | 85 a 89 | 20    |
| 20    | 80 a 84 | 36    |
| 52    | 75 a 79 | 32    |
| 36    | 70 a 74 | 64    |
| 68    | 65 a 69 | 44    |
| 40    | 60 a 64 | 72    |
| 68    | 55 a 59 | 48    |
| 100   | 50 a 54 | 88    |
| 64    | 45 a 49 | 80    |
| 92    | 40 a 44 | 80    |
| 76    | 35 a 39 | 84    |
| 84    | 30 a 34 | 92    |
| 52    | 25 a 29 | 44    |
| 60    | 20 a 24 | 60    |
| 72    | 15 a 19 | 76    |
| 68    | 10 a 14 | 80    |
| 76    | 5 a 9   | 56    |
| 52    | 0 a 4   | 44    |

## Economia
El 2007 la població en edat de treballar era de 1.508 persones, 1.104 eren actives i 404 eren inactives. De les 1.104 persones actives 979 estaven ocupades (553 homes i 426 dones) i 124 estaven aturades (53 homes i 71 dones). De les 404 persones inactives 136 estaven jubilades, 112 estaven estudiant i 156 estaven classificades com a «altres inactius».

### Ingressos
El 2009 a Pont-d'Ain hi havia 1.040 unitats fiscals que integraven 2.486 persones, la mediana anual d'ingressos fiscals per persona era de 17.644 €.

### Activitats econòmiques
Dels 177 establiments que hi havia el 2007, 11 eren d'empreses extractives, 7 d'empreses alimentàries, 3 d'empreses de fabricació de material elèctric, 10 d'empreses de fabricació d'altres productes industrials, 23 d'empreses de construcció, 36 d'empreses de comerç i reparació d'automòbils, 7 d'empreses de transport, 14 d'empreses d'hostatgeria i restauració, 2 d'empreses d'informació i comunicació, 11 d'empreses financeres, 11 d'empreses immobiliàries, 13 d'empreses de serveis, 22 d'entitats de l'administració pública i 7 d'empreses classificades com a «altres activitats de serveis».
Dels 56 establiments de servei als particulars que hi havia el 2009, 1 era una oficina d'administració d'Hisenda pública, 1 gendarmeria, 1 oficina de correu, 4 oficines bancàries, 7 tallers de reparació d'automòbils i de material agrícola, 1 taller d'inspecció tècnica de vehicles, 1 autoescola, 6 paletes, 4 fusteries, 5 lampisteries, 4 electricistes, 4 perruqueries, 4 veterinaris, 8 restaurants, 4 agències immobiliàries i 1 tintoreria.
Dels 11 establiments comercials que hi havia el 2009, 1 era un hipermercat, 1 una botiga de més de 120 m², 3 fleques, 2 carnisseries, 1 una peixateria, 1 una llibreria, 1 una botiga d'electrodomèstics i 1 una joieria.
L'any 2000 a Pont-d'Ain hi havia 11 explotacions agrícoles que ocupaven un total de 294 hectàrees.

## Equipaments sanitaris i escolars
El 2009 hi havia 1 psiquiàtric i 1 farmàcia.
El 2009 hi havia 2 escoles maternals i 1 escola elemental. Pont-d'Ain disposava d'un col·legi d'educació secundària amb 333 alumnes.

## Poblacions més properes
El següent diagrama mostra les poblacions més properes.